# Sardar Mohammed Aziz Khan

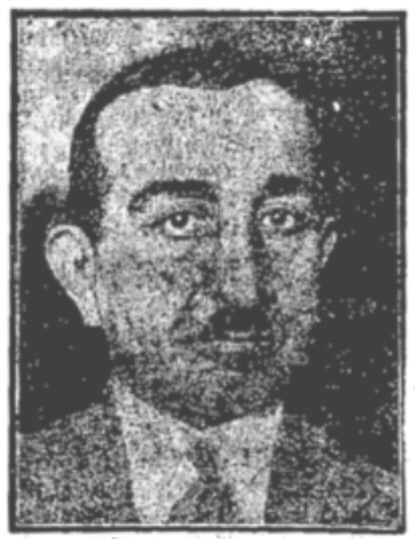
Sardar Mohammed Aziz Khan

Sardar Muhammed Aziz Khan (* 1875, 1877 oder 1878 in Dehradun, heute Indien; † 6. Juni 1933 in Berlin) war ein afghanischer Diplomat. Er fiel 1933 als Gesandter in Berlin einem seinerzeit vielbeachteten Attentat zum Opfer.

## Leben und Wirken
Aziz Khan entstammte der Familie der Musaheban, einem Unterclan der Baraksai. Er war der älteste von fünf Söhnen des Prinzen Yahya Khan. Sein jüngerer (Halb-)Bruder Mohammed Nadir Schah – der zweitälteste der fünf – wurde 1929 nach einer gewaltsamen Erhebung gegen den damaligen König Habibullah Kalakâni neuer König von Afghanistan. Zuvor hatte Khan mit einigen seiner Brüder im französischen Exil gelebt.
Um 1930 wurde Aziz Khan von seinem Bruder als Gesandter nach Moskau geschickt, bevor er 1932 als Außerordentlicher Gesandter und Bevollmächtigter der Afghanischen Regierung nach Berlin kam. Einer seiner Söhne war zur selben Zeit Gesandter in Rom.
 In Berlin verübte am Mittag des 6. Juni 1933 Sayed Kamal (* 18. September 1900), ein junger afghanischer Nationalist, der als Student der Technischen Hochschule bzw. nach anderen Quellen als Ingenieur in Berlin lebte, ein Attentat auf Aziz Khan: Kamal feuerte im Treppenhaus der afghanischen Gesandtschaft am Hansaplatz (Lessingstraße) mit einem Revolver mehrere Schüsse auf den Gesandten ab, als dieser das Gebäude zu einem Spaziergang verlassen wollte. Während die meisten Kugeln ihr Ziel verfehlten, traf ein Schuss den Diplomaten oberhalb des Herzens, so dass er bald nach seiner Einlieferung ins Krankenhaus Moabit starb. Kamal, der von Aziz’ Begleitern ergriffen und der Polizei übergeben wurde, gab im Verhör durch die Gestapo an, die Tat aus Ablehnung der Politik einer fortschreitenden Annäherung seiner Regierung an Großbritannien begangen zu haben.
Im Juli 1934 wurde Kamal vom Schwurgericht beim Landgericht Berlin des Mordes für schuldig befunden und zum Tode verurteilt. Nach längeren diplomatischen Auseinandersetzungen über eine Auslieferung nach Afghanistan wurde er 1935 in Berlin hingerichtet.
Die Nachfolge Aziz Khans als Gesandter in Berlin trat – nach einer knapp zweijährigen Vakanz des Postens – 1935 Allah Nawaz Khan an.
Aziz Khans Sohn Daoud Khan amtierte von 1953 bis 1963 als Ministerpräsident und von 1973 bis 1978 als Präsident von Afghanistan.